# Linzi (köping i Kina, Shandong)
Linzi (kinesiska: 林子镇, 林子) är en köping i Kina. Den ligger i provinsen Shandong, i den östra delen av landet, omkring 73 kilometer norr om provinshuvudstaden Jinan. Antalet invånare är 21 812. Befolkningen består av 10 973 kvinnor och 10 839 män. Barn under 15 år utgör 18,0 %, vuxna 15-64 år 72 %, och äldre över 65 år 8,0 %.
Genomsnittlig årsnederbörd är 770 millimeter. Den regnigaste månaden är juli, med i genomsnitt 304 mm nederbörd, och den torraste är januari, med 5 mm nederbörd.